# Grandvillers
Grandvillers és un municipi francès, situat al departament dels Vosges i a la regió del Gran Est. L'any 2007 tenia 699 habitants.

## Demografia

### Població
El 2007 la població de fet de Grandvillers era de 699 persones. Hi havia 276 famílies, de les quals 68 eren unipersonals (20 homes vivint sols i 48 dones vivint soles), 88 parelles sense fills, 112 parelles amb fills i 8 famílies monoparentals amb fills.
La població ha evolucionat segons el següent gràfic:
Habitants censats

### Habitatges
El 2007 hi havia 327 habitatges, 281 eren l'habitatge principal de la família, 16 eren segones residències i 30 estaven desocupats. 273 eren cases i 47 eren apartaments. Dels 281 habitatges principals, 208 estaven ocupats pels seus propietaris, 64 estaven llogats i ocupats pels llogaters i 8 estaven cedits a títol gratuït; 1 tenia una cambra, 7 en tenien dues, 19 en tenien tres, 66 en tenien quatre i 187 en tenien cinc o més. 231 habitatges disposaven pel capbaix d'una plaça de pàrquing. A 120 habitatges hi havia un automòbil i a 136 n'hi havia dos o més.

### Piràmide de població
La piràmide de població per edats i sexe el 2009 era:
| Homes | Edats   | Dones |
| ----- | ------- | ----- |
| 0     | 95 o +  | 0     |
| 0     | 90 a 94 | 0     |
| 4     | 85 a 89 | 8     |
| 4     | 80 a 84 | 8     |
| 20    | 75 a 79 | 16    |
| 8     | 70 a 74 | 8     |
| 4     | 65 a 69 | 8     |
| 24    | 60 a 64 | 20    |
| 16    | 55 a 59 | 16    |
| 32    | 50 a 54 | 24    |
| 32    | 45 a 49 | 20    |
| 20    | 40 a 44 | 28    |
| 16    | 35 a 39 | 24    |
| 28    | 30 a 34 | 20    |
| 36    | 25 a 29 | 24    |
| 8     | 20 a 24 | 20    |
| 20    | 15 a 19 | 20    |
| 52    | 10 a 14 | 20    |
| 16    | 5 a 9   | 32    |
| 24    | 0 a 4   | 12    |

## Economia
El 2007 la població en edat de treballar era de 456 persones, 334 eren actives i 122 eren inactives. De les 334 persones actives 312 estaven ocupades (171 homes i 141 dones) i 22 estaven aturades (9 homes i 13 dones). De les 122 persones inactives 46 estaven jubilades, 34 estaven estudiant i 42 estaven classificades com a «altres inactius».

### Ingressos
El 2009 a Grandvillers hi havia 288 unitats fiscals que integraven 730 persones, la mediana anual d'ingressos fiscals per persona era de 16.071 €.

### Activitats econòmiques
Dels 25 establiments que hi havia el 2007, 1 era d'una empresa alimentària, 2 d'empreses de fabricació d'altres productes industrials, 12 d'empreses de construcció, 2 d'empreses de comerç i reparació d'automòbils, 1 d'una empresa d'hostatgeria i restauració, 2 d'empreses d'informació i comunicació, 3 d'empreses de serveis, 1 d'una entitat de l'administració pública i 1 d'una empresa classificada com a «altres activitats de serveis».
Dels 11 establiments de servei als particulars que hi havia el 2009, 1 era un taller de reparació d'automòbils i de material agrícola, 1 paleta, 1 guixaire pintor, 2 fusteries, 3 lampisteries, 2 empreses de construcció i 1 perruqueria.
L'únic establiment comercial que hi havia el 2009 era una fleca.
L'any 2000 a Grandvillers hi havia 14 explotacions agrícoles que ocupaven un total de 588 hectàrees.

## Equipaments sanitaris i escolars
El 2009 hi havia una escola elemental integrada dins d'un grup escolar amb les comunes properes formant una escola dispersa.

## Poblacions més properes
El següent diagrama mostra les poblacions més properes.